# Yesterday (Grave Digger)
Yesterday è un EP del gruppo musicale tedesco Grave Digger, pubblicato nel 2006.

## Tracce
1. Yesterday
2. The Reaper's Dance
3. No Quarter (Led Zeppelin cover)
4. Yesterday (Orchestral Version)

## Formazione
- Chris Boltendahl - voce
- Manni Schmidt - chitarra
- Jens Becker - basso
- Stefan Arnold - batteria
- HP Katzenburg - tastiera